# Hrvatski Nogometni Klub Hajduk Split 1927
Questa voce raccoglie le informazioni riguardanti il Hrvatski Nogometni Klub Hajduk Split nelle competizioni ufficiali della stagione 1927.

## Avvenimenti
L'Hajduk Spalato vince il campionato, partecipando alla Coppa Mitropa dove vengono eliminati ai quarti di finale dal Rapid Vienna (9-1).

## Rosa
| N. |                       | Ruolo | Calciatore             |
| -- | --------------------- | ----- | ---------------------- |
|    | Jugoslavia (bandiera) | P     | Otmar Gazzari          |
|    | Jugoslavia (bandiera) | P     | Bartul Čulić           |
|    | Jugoslavia (bandiera) | D     | Lorenzo Gazzari        |
|    | Jugoslavia (bandiera) | D     | Janko Rodin            |
|    | Jugoslavia (bandiera) | C     | Miroslav Dešković      |
|    | Jugoslavia (bandiera) | C     | Mihovil Borovčić Kurir |
|    | Jugoslavia (bandiera) | C     | Veljko Poduje          |
|    | Jugoslavia (bandiera) | C     | Anđelko Marušić        |

| N. |                       | Ruolo | Calciatore      |  |
| -- | --------------------- | ----- | --------------- |  |
|    | Jugoslavia (bandiera) | A     | Šime Poduje     |  |
|    | Jugoslavia (bandiera) | A     | Marko Markovina |  |
|    | Jugoslavia (bandiera) | A     | Mirko Bonačić   |  |
|    | Jugoslavia (bandiera) | A     | Antun Bonačić   |  |
|    | Jugoslavia (bandiera) | A     | Vinko Radić     |  |
|    | Jugoslavia (bandiera) | A     | Leo Lemešić     |  |
|    | Jugoslavia (bandiera) | A     | Ljubomir Benčić |  |